# Silges
Silges ist ein Ortsteil der Gemeinde Nüsttal im osthessischen Landkreis Fulda. Er liegt am mittleren Lauf der Nüst und hat rund 380 Einwohner sowie eine Fläche von 3,8 km². 

## Geschichte
Die Ersterwähnung der Ortschaft als Selhees bzw. Selches fiel in das Jahr 1300, als in einer Urkunde die Übertragung von Einkünften an das Klosterkonvent durch den Fürstabt Heinrich V. von Weilnau (1288–1313) protokolliert wurde. Silges war jedoch bereits in der Hallstattzeit um das Jahre 400 v. Chr. bewohnt, was durch ein aus dieser Zeit stammende Urnenfeld belegt ist. Die Herkunft des Ortsnamens ist nicht eindeutig geklärt, er könnte entweder Siedlung des Siegwolf bedeuten oder auf Weideland hinweisen. 
Die Herren von Wolferts und von Buchenau waren in Silges begütert. Seit dem Jahre 1510 bildete sich die Unterscheidung von Über- und Niedersilges heraus. Die im Frühmittelalter entstandene Straße von Fulda nach Geisa führte durch Silges.
Sowohl verwaltungsrechtlich als auch kirchlich gehörte Silges im Großteil seiner Geschichte zum Ort Hofaschenbach. Die ehemalige Kapelle von Silges, erbaut im Jahre 1656, war eine Filiale der Pfarrei Hofaschenbach. Sie fiel dem Neubau der jetzigen Kirche St. Odilia zum Opfer.

### Gebietsreform
Am 1. Februar 1971 fusionierte Silges im Zuge der Gebietsreform in Hessen mit fünf weiteren Gemeinden freiwillig zur neuen Gemeinde Nüsttal.
Für Silges wurde, wie für die übrigen bei der Gebietsreform nach Nüsttal eingegliederten Gemeinden, ein Ortsbezirk mit Ortsbeirat und Ortsvorsteher nach der Hessischen Gemeindeordnung gebildet.

### Einwohnerentwicklung
- 1812: 30 Feuerstellen, 252 Seelen[5]

| Silges: Einwohnerzahlen von 1812 bis 2014 | Silges: Einwohnerzahlen von 1812 bis 2014 | Silges: Einwohnerzahlen von 1812 bis 2014 | Silges: Einwohnerzahlen von 1812 bis 2014 | Silges: Einwohnerzahlen von 1812 bis 2014 |
| --- | ----------------------------------------- | ----------------------------------------- | ----------------------------------------- | ----------------------------------------- |
| Jahr |                                           |                                           |                                           | Einwohner                                 |
| 1812 | 1812                                      |                                           | 252                                       | 252                                       |
| 1834 | 1834                                      |                                           | 258                                       | 258                                       |
| 1840 | 1840                                      |                                           | 266                                       | 266                                       |
| 1846 | 1846                                      |                                           | 295                                       | 295                                       |
| 1852 | 1852                                      |                                           | 267                                       | 267                                       |
| 1858 | 1858                                      |                                           | 256                                       | 256                                       |
| 1864 | 1864                                      |                                           | 237                                       | 237                                       |
| 1871 | 1871                                      |                                           | 232                                       | 232                                       |
| 1875 | 1875                                      |                                           | 241                                       | 241                                       |
| 1885 | 1885                                      |                                           | 215                                       | 215                                       |
| 1895 | 1895                                      |                                           | 203                                       | 203                                       |
| 1905 | 1905                                      |                                           | 220                                       | 220                                       |
| 1910 | 1910                                      |                                           | 213                                       | 213                                       |
| 1925 | 1925                                      |                                           | 193                                       | 193                                       |
| 1939 | 1939                                      |                                           | 238                                       | 238                                       |
| 1946 | 1946                                      |                                           | 375                                       | 375                                       |
| 1950 | 1950                                      |                                           | 353                                       | 353                                       |
| 1956 | 1956                                      |                                           | 309                                       | 309                                       |
| 1961 | 1961                                      |                                           | 328                                       | 328                                       |
| 1967 | 1967                                      |                                           | 315                                       | 315                                       |
| 1970 | 1970                                      |                                           | 322                                       | 322                                       |
| 1980 | 1980                                      |                                           | ?                                         | ?                                         |
| 1990 | 1990                                      |                                           | ?                                         | ?                                         |
| 2000 | 2000                                      |                                           | ?                                         | ?                                         |
| 2011 | 2011                                      |                                           | 396                                       | 396                                       |
| 2014 | 2014                                      |                                           | 375                                       | 375                                       |
| Datenquelle: Historisches Gemeindeverzeichnis für Hessen: Die Bevölkerung der Gemeinden 1834 bis 1967. Wiesbaden: Hessisches Statistisches Landesamt, 1968. Weitere Quellen: ; Zensus 2011 |                                           |                                           |                                           |                                           |

### Religionszugehörigkeit
Quelle: Historisches Ortslexikon
| • 1885: | 3 evangelische (= 1,40 %), 212 katholische (= 98,60 %) Einwohner  |
| • 1961: | 19 evangelische (= 5,79 %), 309 katholische (= 94,21 %) Einwohner |